# Đền Bà Chúa Kho (Hưng Yên)
Đền Bà Chúa Kho hay Thương Tỉnh linh từ, Đền Gốc Sanh là một trong 16 di tích trong Khu di tích Quốc gia đặc biệt Phố Hiến. Đền tọa lạc ở khu phố Điện Biên III, phường Quang Trung, thành phố Hưng Yên.

## Lịch sử
Căn cứ vào tư liệu còn lưu giữ thì ngôi đền được xây dựng từ đời vua Lê Hy Tông tại khu Nhà Thành và có quy mô rộng lớn. Trải qua những biến cố của lịch sử, đền Bà Chúa Kho được di chuyển ra vị trí hiện tại vào cuối thế kỷ 19.
Đền là nơi thờ bà Lê Bạch Nương hay còn gọi là Bà Chúa Kho. Lê Bạch Nương xuất thân từ Hoàng tộc, là một mỹ nhân trung quân ái quốc, có nhan sắc, giỏi văn chương, tinh thông võ nghệ. Vào thời đó, nước nhà bị xâm lăng, bà xin phép Hoàng tộc được tham gia vào việc nước và được phân công phụ trách kho ngân khố tại Vĩnh Ty Đồn (thuộc Thành phố Hưng Yên ngày nay). Khi đất nước có giặc ngoại xâm, bà đã cùng quân sỹ quyết tử với kẻ thù bảo vệ kho ngân, quyết không để rơi vào tay giặc. Song do thế giặc mạnh, quân ta không chống đỡ được nên bà đã tuẫn tiết và lấy máu mình vẩy khắp vựa bạc làm cho quân giặc khiếp vía kinh hồn. Sau khi mất, nhân dân đã lập đền thờ bà. Triều đại nhà Lê và các triều đại sau này đều sắc phong ghi công của Lê Bạch Nương.

## Kiến trúc
Đền Bà Chúa Kho có kiến trúc chữ Nhị gồm 03 gian tiền tế và 03 gian hậu cung. Hiện nay, trong đền còn lưu giữ được nhiều cổ vật có giá trị như 2 đạo sắc phong niên hiệu Khải Định, tượng đồng, trâm bạc, lục bình sứ cổ…

## Lễ hội
Từ ngày mùng 01- 03 tháng 03 âm lịch hàng năm, nhân dân lại tổ chức lễ hội đền Bà Chúa Kho. Đi lễ Bà Chúa Kho đã trở thành một thói quen hàng năm với nhiều người và đặc biệt là giới kinh doanh. Trong suốt thời gian diễn ra lễ hội, du khách sẽ được hòa mình trong không khí trang nghiêm, cổ kính của các nghi lễ tế truyền thống cùng các trò chơi dân gian như cờ tướng, chọi gà…